# Somali (chat)
Pour les articles homonymes, voir Somali (homonymie).
Le somali est une race de chat originaire des États-Unis. Ce chat est la variété à poils mi-longs de l'Abyssin.

## Origines
C'est en 1967 qu'une éleveuse américaine d'abyssins, Mrs. Mague, qui travaillait aussi comme bénévole dans un refuge pour animaux du New Jersey, vit arriver « George », un superbe chat à poils longs. Stupéfaite par les ressemblances morphologiques avec l'abyssin, George étant stérilisé, Mrs. Mague décida de mener des recherches pour retrouver ses origines. Elle remonta ainsi jusqu'à un élevage « Li-Mi-R » et découvrit stupéfaite que les parents de ce chat venaient de son propre élevage. George était le seul chaton à poils long de la portée, ce qui laisse à penser que la naissance du Somali serait une mutation génétique, un heureux "accident" de la nature. Poursuivant ses recherches, Mrs. Mague découvrit que des « abyssins à poils longs » seraient apparus depuis les années 50. Sept éleveurs lui aurait avoué en toute confidentialité qu'ils avaient eu des abyssins à poils longs dans des portées et s'en débarrassaient pour non-conformité aux standards de la race.
À la même époque un juge Canadien, Ken McGill découvrit aussi la présence d'abyssins à poils longs.
Certains pensent que nous ne sommes pas en présence de la simple résurgence d'un gêne récessif (celui du poil long) et donnent une explication plus rationnelle et historique.
En effet, en 1976 Walter Del Pelligrino fit une profonde recherche en étudiant les pédigrées des Somalis Nord américains. Il confirma que tous avaient dans leurs ancêtres un Abyssin d'origine britannique, Raby Chuffa of Selene, élevé par Lady Barnard et vendu en 1952 à un éleveur américain, Monsieur Schuler-Taft.
La seconde guerre mondiale ayant décimé les élevages britanniques d'Abyssins, seule une douzaine d'Abyssins aurait survécu à cette période de crise. Les éleveurs britanniques ont donc été autorisés à pratiquer des croisements illicites avec, entre autres, des Persans (qui n'avaient pas le museau écrasé à cette époque), introduisant le gène « poils longs » dans les lignées ainsi obtenues. Qu'ils soient Abyssins ou Somalis, tous les chats issus de cette lignée ont en commun ces ancêtres  métis.
Le Somali Cat Club fut créé en 1972 aux États-Unis, Mme Mague en a été élue Présidente avec pour mission de faire reconnaitre cette race dans toutes les fédérations américaines.
Le nom « Somali » fait référence au pays frontalier de l'Éthiopie qui est le pays d'origine probable de l'Abyssin.
La race fut reconnue en 1982 en Europe.

## Standards

### Corps
Le somali est la variété à poil long de l'abyssin, dont il partage le standard, hormis pour la longueur du poil. C'est un chat de taille moyenne, de type foreign. Les mâles sont plus grands que les femelles. Décrit comme élégant, le corps est moyennement long, jamais massif, avec une musculature bien développée. La cage thoracique est légèrement arrondie avec un dos un petit peu arqué. L’encolure est également légèrement arquée et assez longue. Les pattes sont minces, longues, bien musclées et droites avec de petits pieds ovales. Assez épaisse à la base, la queue est plutôt longue, bien proportionnée avec le corps ; elle ne doit pas être en fouet, ce qui est un défaut,,.

### Tête
La tête, de taille moyenne, est en forme de triangle adouci, dite aussi cunéiforme. De face comme de profil, elle présente des contours arrondis : le crâne et le front sont légèrement arrondis et, de profil, une pente douce est présente entre le front et le nez. Le nez ne doit pas être trop long et peut présenter un léger renflement. Une tête ronde ou trop triangulaire (rappelant le siamois), ou avec un stop marqué ou au contraire un profil droit sont des fautes en exposition. Le menton est plein, ni fuyant, ni proéminent. Le contour de la truffe et les lèvres sont pigmentées d'une même couleur en harmonie avec la couleur de base,,.
Les grands yeux sont en forme d’amande, qualifiés de brillants et expressifs dans le standard du LOOF. La couleur admise va du jaune au noisette en passant par le vert. Les yeux sont soulignés d’un trait de la couleur de base de la robe, entouré d’une zone de coloration plus claire. Au-dessus de chaque œil, une courte rayure verticale coupe cette zone claire,,.
Grandes, bien évasée à la base et modérément pointues à l'extrémité, les oreilles pointent vers l'avant et sont implantées assez éloignées sur le crâne, sans être aussi espacées que les races orientales. Les poils sur les oreilles sont courts et couchés, si possible avec du ticking. La FIFé, la TICA et la CFA apprécient la présence de plumets à l'extrémité des oreilles,,. L’intérieur des oreilles est bien fourni en poils. L’empreinte de pouce, davantage visible chez les chats de couleur foncée, est souhaitée sur l’extérieur de l’oreille,,.

### Robe
La robe mi-longue est soyeuse, très fine avec un sous-poil dense mais non laineux. Le poil est plus fourni sur la collerette et la culotte, plus court sur les épaules et l'épine dorsale,,.
Le poil est tiqueté (ticked tabby), c'est-à-dire que chaque poil comporte des bandes claires et sombres alternées. Le LOOF accepte toutes les couleurs avec ou sans l'action du gène silver. Toutefois le standard TICA précise que les robes autorisées sont limitées aux couleurs à eumélanines (noir dite lièvre ou ruddy, chocolat, cannelle dite sorrel ou red et leurs dilutions bleu, lilas et faon). Le standard CFA admet uniquement quatre couleurs, sans l'action du silver : noir, cannelle et leurs dilutions bleu et faon. Le standard FIFé accepte les quatre couleurs de la CFA, en ajoutant l'action du gène silver,.
La couleur doit être la plus contrastée et intense possible, jamais terne. Une bande de couleur plus sombre est présente sur l’épine dorsale et la queue. Pour le LOOF, chaque poil doit présenter au moins quatre bandes alternativement claires et foncées. Seuls les poils du ventre, de la poitrine, du cou, de l’intérieur des pattes et du dessous de la queue ne sont pas tiquetés. Les pâtons, le menton et le haut de la gorge sont d’une couleur plus claire, plutôt ivoire que blanche. Une zone de coloration plus foncée à l’arrière des pattes est appréciée. La queue ne doit pas être annelée. La couleur des coussinets est en harmonie avec la couleur de base. Pour le LOOF, les poils tiquetés doivent commencer par une bande claire et se terminer par une bande foncée. Pour les chats silver, la couleur plus claire située entre les bandes de la couleur de base est remplacée par une nuance argentée. Le rufisme, qui conciste en l'apparition d'ombres roussâtres sur le poil, est notamment toléré le long de la colonne vertébrale,,.
Les fautes de couleurs en exposition sont la présence de marques tabby ailleurs que sur la tête, une couleur des yeux irrégulière, un ticking irrégulier ou absent. Pour les sujets non-silver, une robe de ton froid, gris, sableux ou terne, la présence de couleur blanche s’étendant jusqu’à la gorge ou d'un sous-poil d'une couleur incorrecte sont des défauts. Pour les silver, une trop grande quantité de rufisme ou un sous-poil jaunâtre sont pénalisés. Une robe pelucheuse ou laineuse n'est pas appréciée. Les défauts éliminatoires sont la présence de taches blanches, de collier fermé ou de plus de deux colliers ouverts, d'un ticking inversé et des coussinets décolorés,,.

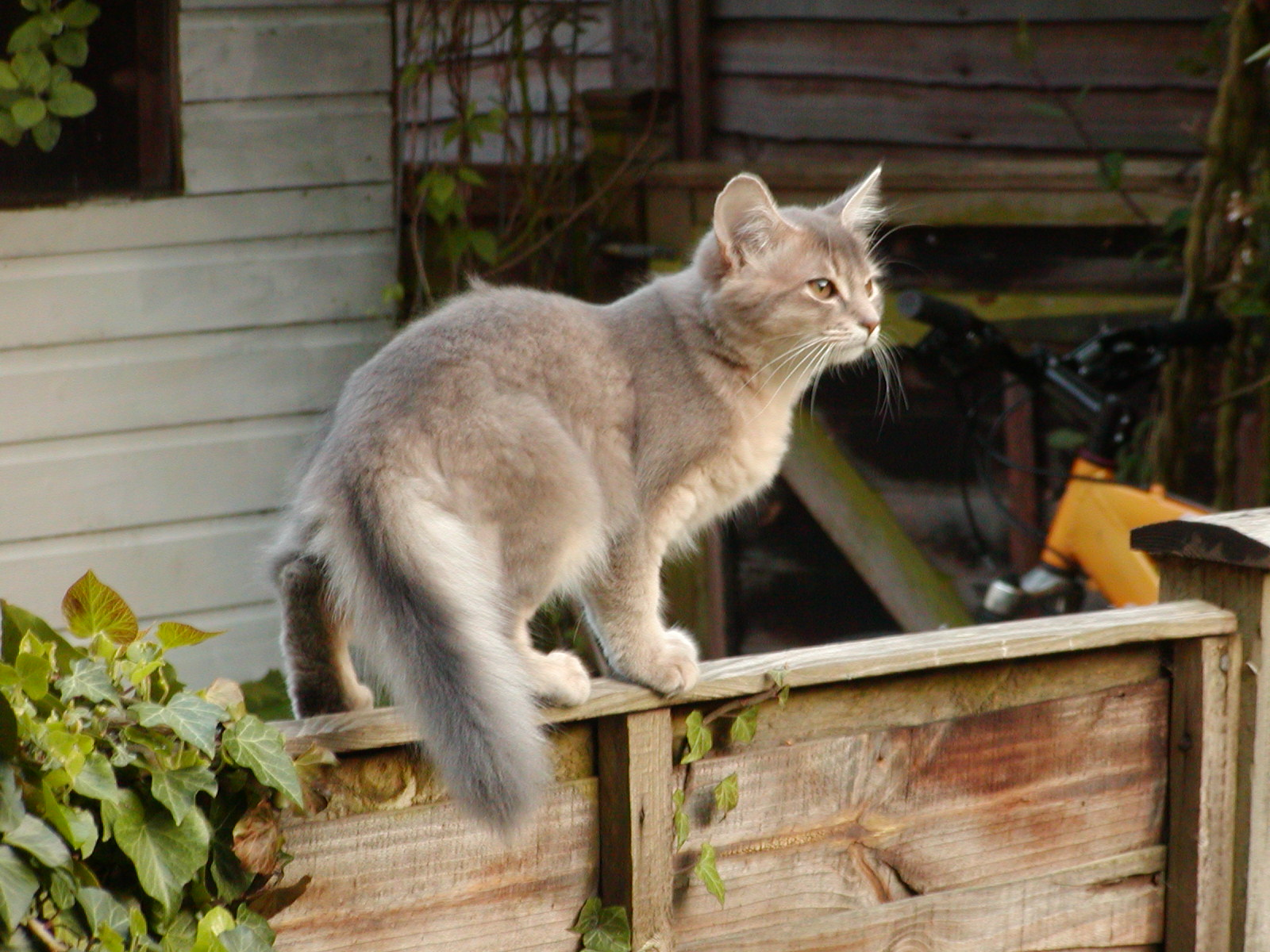
Chaton somali bleu
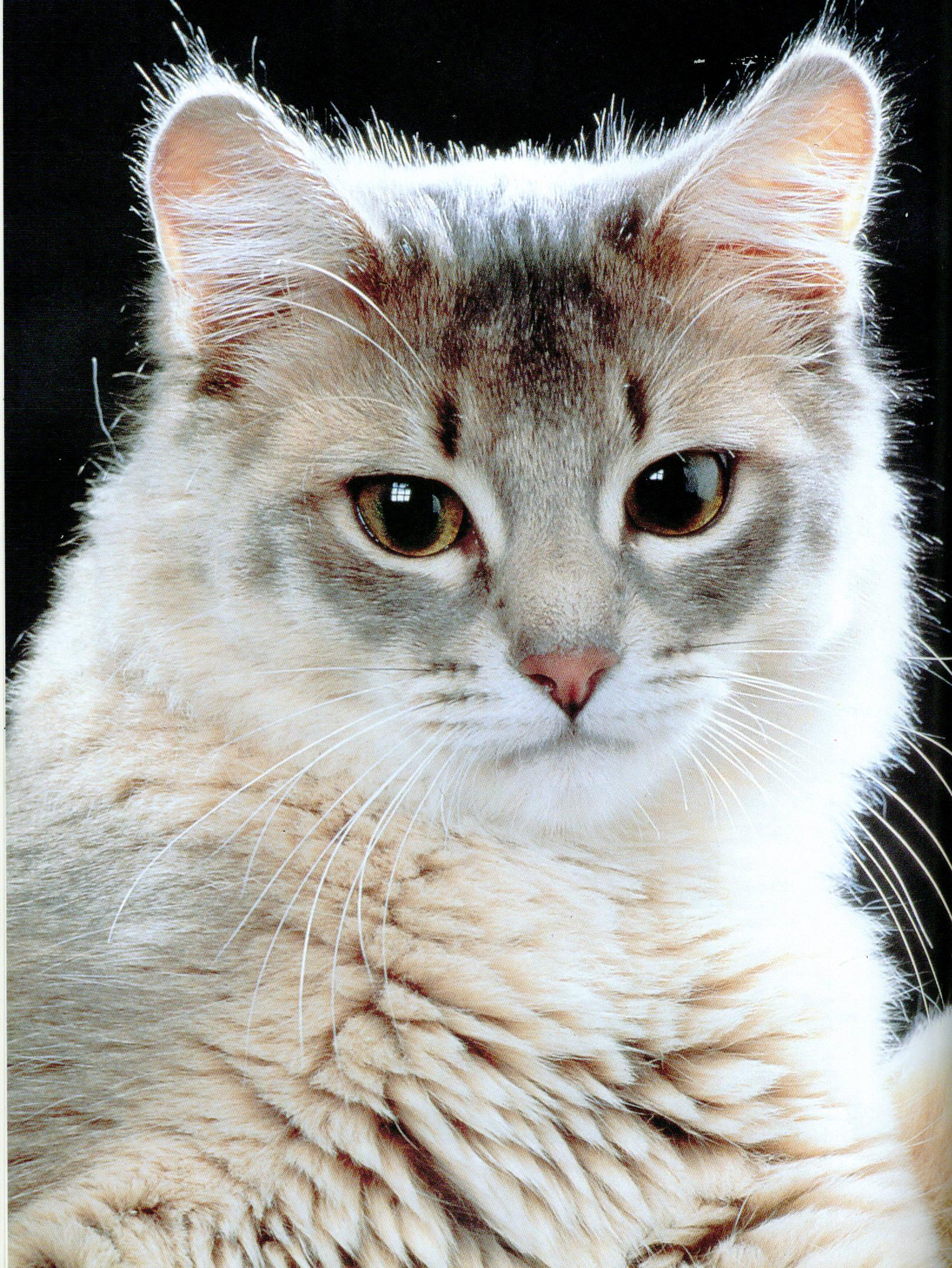
Somali bleu
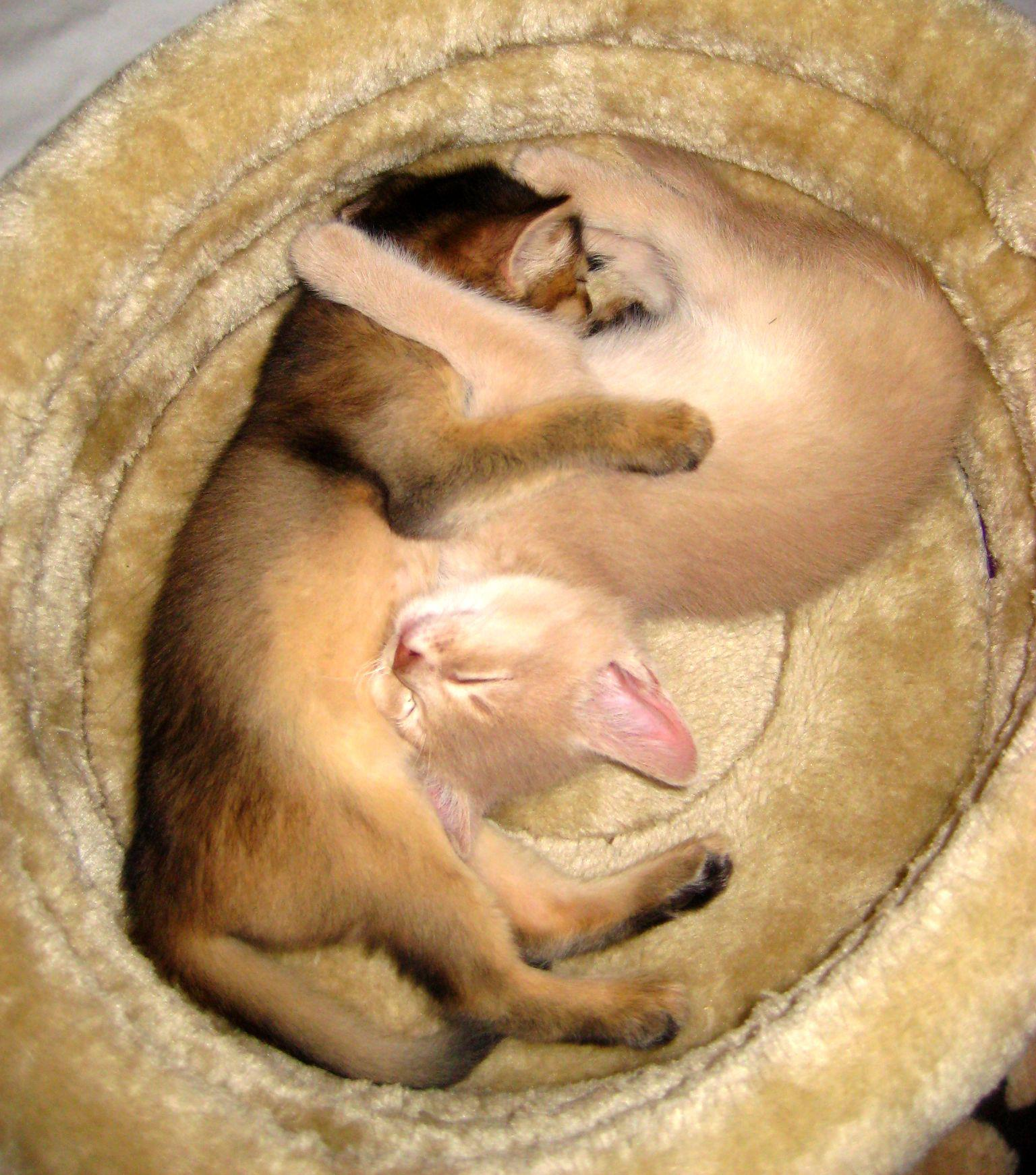
Chatons Somali lievre et faon de six semaines

### Mariage autorisé
Les croisements sont autorisés avec l'abyssin uniquement,,.

## Génétique
Le Somali peut se reproduire avec l'Abyssin étant donné que le Somali est un descendant de l'Abyssin. Dans ce cas les chatons naissant Somalis seront reconnus sur le pedigree comme des Somalis ; quant aux chatons naissant avec le poil court, ils seront reconnus Abyssins (variants), parce qu'ils sont porteurs du gène « poil long » et pourront donc donner dans un mariage Abyssin variant x Abyssin variant des Abyssins, des Abyssins variants et des Somalis. Le mariage Abyssin variant x Abyssin donne des Abyssins et des Abyssins variants, pas de Somali. Le mariage Abyssin variant x Somali donne des Abyssins variants et des Somalis, dans ce type de mariage, on connait le statut des chatons par rapport à la longueur du poil. 
Le test ADN pour le poil long existant maintenant, il est toujours possible de savoir si un Abyssin porte ou non le poil long : s'il est variant ou non.

## Caractère
Cette race est réputée pour être intelligente. Les somalis s'accommoderaient bien de la vie en intérieur et seraient très joueurs. Ils seraient également curieux et bons grimpeurs. On les décrit comme des chats particulièrement affectueux et ils sont souvent qualifiés de chat-chien. Ces traits de caractère restent toutefois parfaitement individuels et sont avant tout fonctions de l'histoire de chaque chat.